# Stroudia moesta
Stroudia moesta är en stekelart som först beskrevs av Giordani Soika 1943.  Stroudia moesta ingår i släktet Stroudia och familjen Eumenidae. Inga underarter finns listade i Catalogue of Life.